# Коница, Фаик
Фаик Коница (алб. Faik Konica, 15 марта 1875, Коница, Оттоманская империя — 15 декабря 1942, Вашингтон, США) — один из самых известных деятелей албанского национально-культурного возрождения, публицист, основатель журнала «Albania», который стал координирующим печатным органом албанской интеллигенции.

## Биография
Фаик Коница родился 15 марта 1875 года в городе Коница, которая в то время входила в состав Оттоманской империи. Брат Мехмета Коница. После окончания начальной школы в Конице он поступил в Иезуитский колледж в Шкодере, которым руководили католические монахи из монашеской конгрегации «Братья-ксавериане из Конгрегации святого Франциска Ксаверия». После окончания Иезуитского колледжа он продолжил своё обучение во франкоязычном Галатасарайском лицее в Стамбуле.

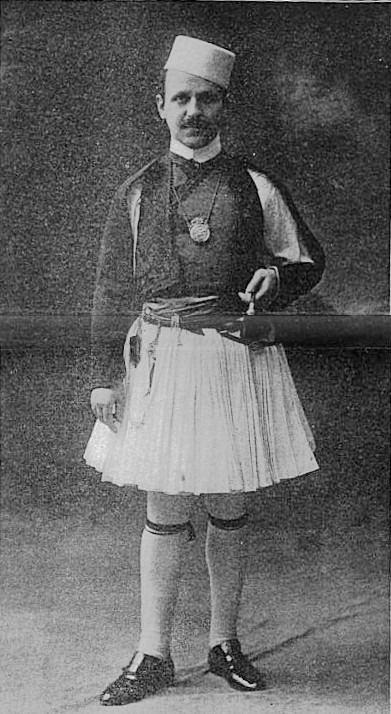
Фото ок. 1918 года

В 1890 году 15-летнего Фаика Коницу отправили на учёбу во Францию, где он провёл последующие семь лет. Обучался в средних школах в Лизье и Каркассоне, после чего поступил в Дижонский университет, который закончил в 1895 году по специальности романская лингвистика и филология. Проживал в течение двух лет в Париже, где изучал средневековую французскую литературу, латинский и древнегреческий языки в Коллеже де Франс. Переехав в США, закончил Гарвардский университет.
В 1895 году принял крещение в Католической церкви, сменив своё имя на Доминик.
В 1896 году стал издавать в Брюсселе журнал «Albania», на страницах первых номеров которого призвал албанскую интеллигенцию создать единый литературный албанский язык. Он предложил соединить северный и южный диалекты албанского языка в единый литературный язык. В своих публикациях использовал тоскский диалект.
Фаик Коница организовал Албанский съезд в Триесте, который состоялся в 27 февраля — 6 марта 1913 года. На этом съезде Фаик Коница поддержал правительство Эссада-паши Топтани Республики Центральной Албании.
Скончался 15 декабря 1942 года в Вашингтоне и был похоронен на кладбище «Forest Hills Cemetery» в Бостоне. В 1998 году его останки были перенесены в Тираны и перезахоронены на территории Тиранского Большого парка.

## Сочинения
- «L’Albanie et les Turces — Libre parole», 1895;
- «Memoire sur le mouvement national albanais», 1899;
- «Jeta e Skënderbeut», 1912;
- «L’Alemagne et’Albanie», 1915;
- «Një ambasadë e Zulluve në Paris», 1922;
- «Doktor Gjëlpëra zbulon rrënjët e dramës së Mamurrasit», 1924;
- «Nën hijen e hurmave», 1924;
- «Shqipëria si m’u duk», 1928;